# Migdały

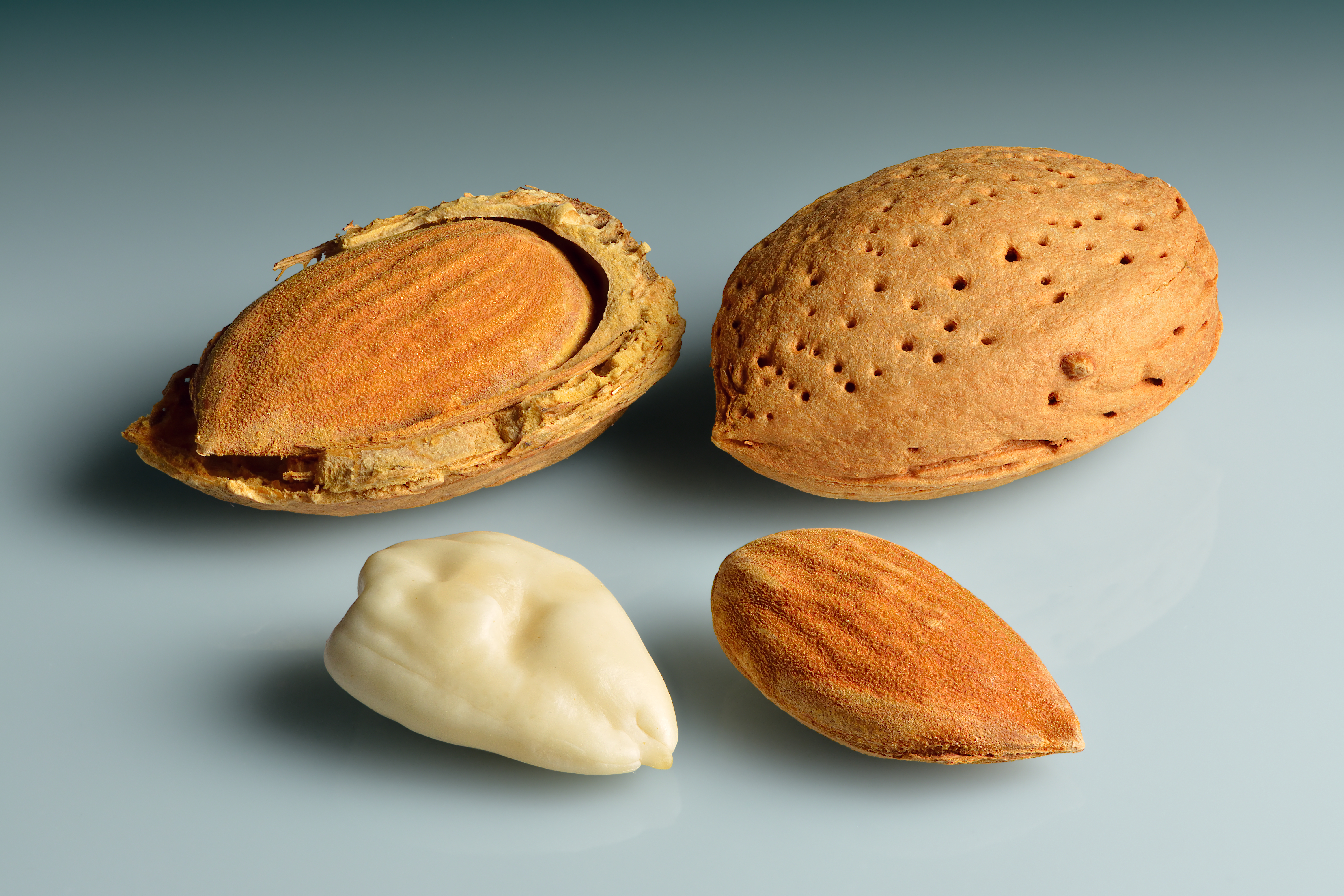
Migdały

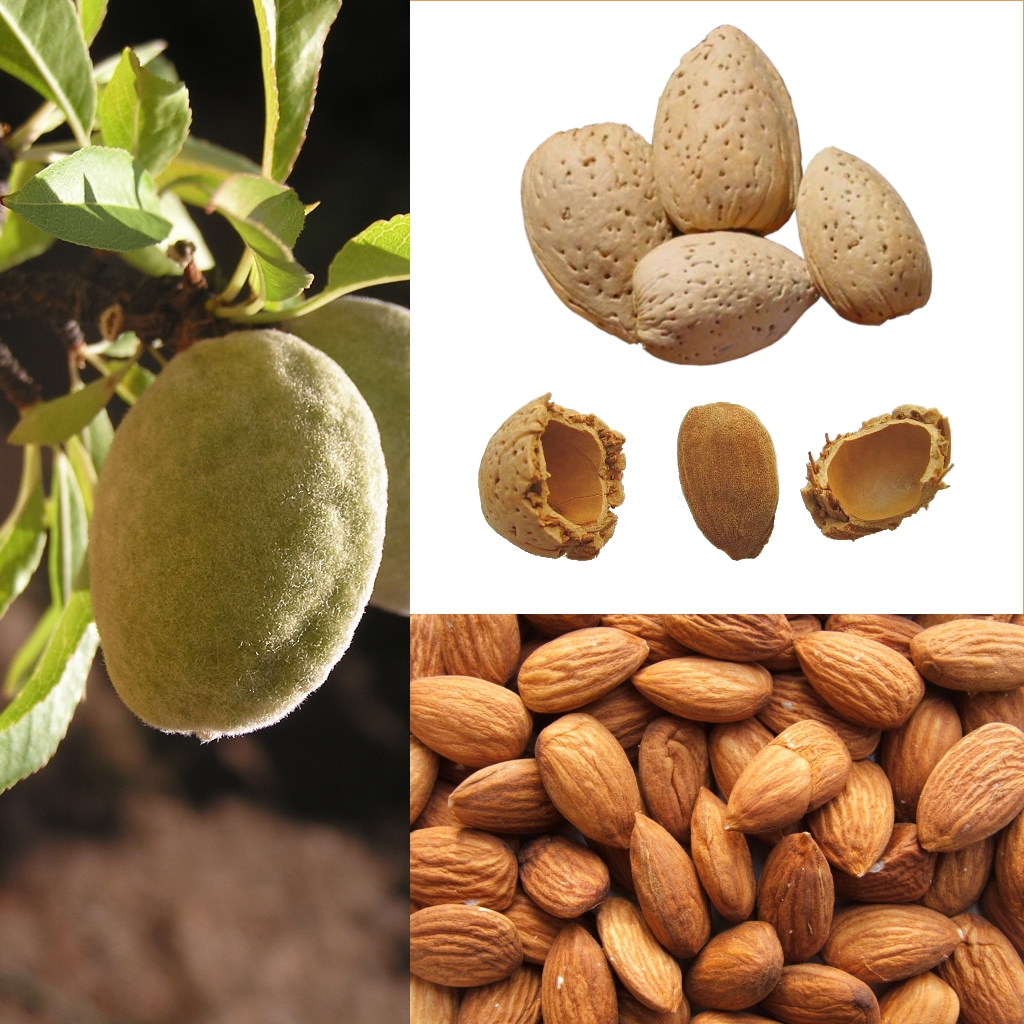
Owoc migdałowca, migdały niełuskane i łuskane

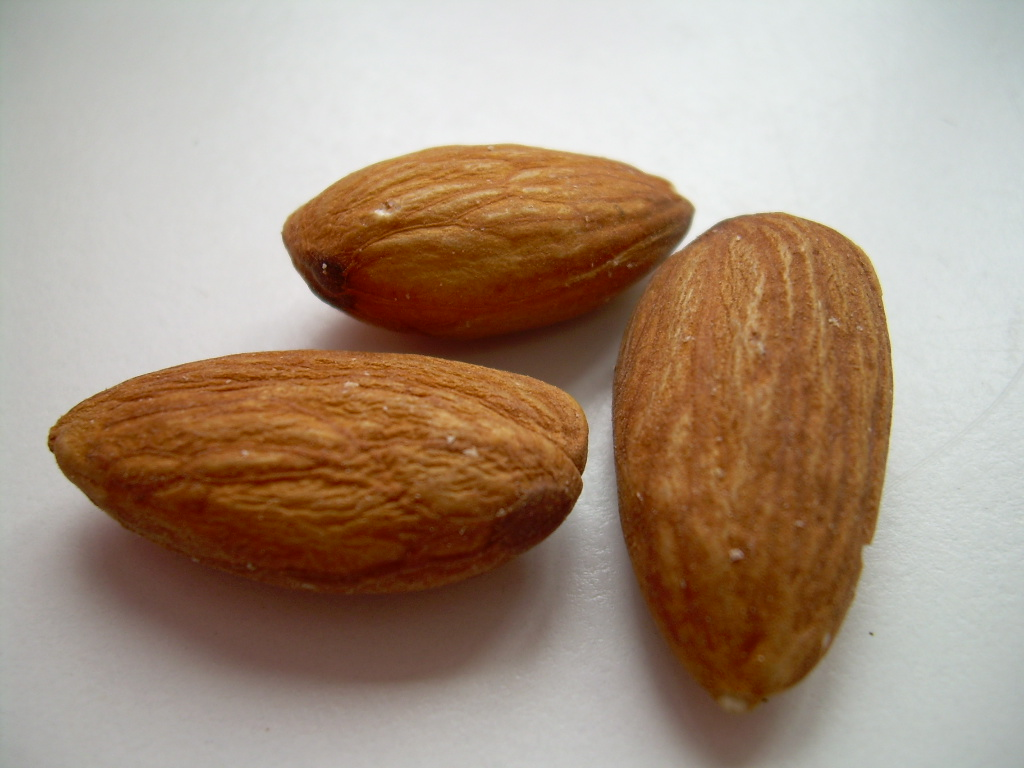
Migdały

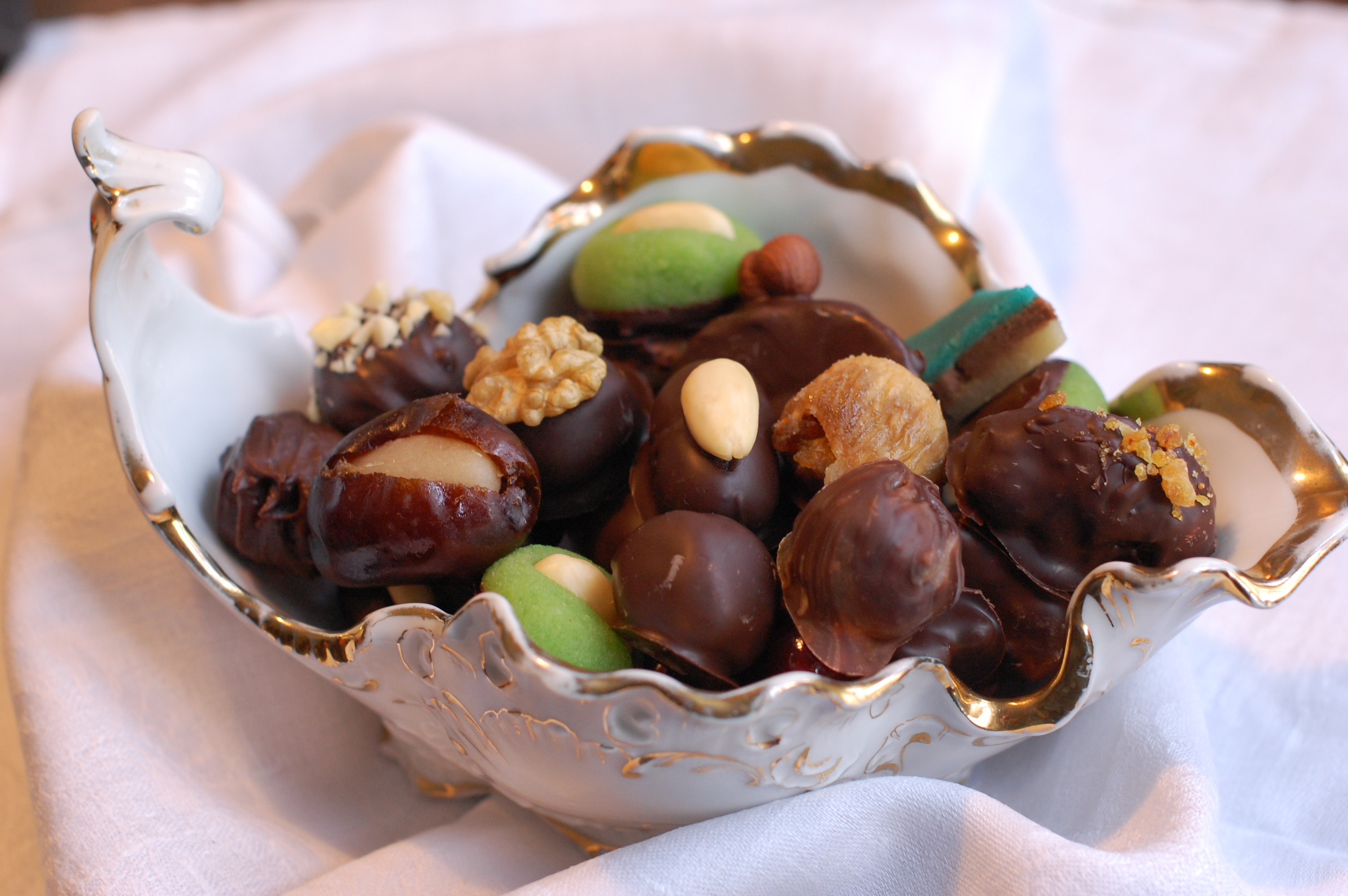
Marcepan w czekoladzie

Migdały – nasiona owoców migdałowca zwyczajnego. Dzieli się je na dwa rodzaje, pochodzące od różnych odmian i kultywarów:
- migdały słodkie, częściej uprawiane. Są jadalne w stanie surowym, nadają się również na przetwory. Znajdują zastosowanie w przemyśle spożywczym, kosmetycznym i w lecznictwie[1].
- migdały gorzkie, uprawiane na mniejszą skalę, trujące – zawierają amigdalinę, podczas rozkładu której wydziela się silnie trujący kwas pruski. Po jego oddzieleniu otrzymuje się z nich olej migdałowy używany do produkcji niektórych likierów, a także mydła i esencji zapachowych wykorzystywanych w przemyśle spożywczym[1].

## Wartości odżywcze
Migdały zawierają dużo jednonienasyconych kwasów tłuszczowych (33,65 g na 100 g). W 100 g znajduje się 33,3 kwasu oleinowego, 0,3 g kwasu heksadekenowego (palmitoleinowy) oraz 0,05 g kwasu ikozenowego (dawniej eikozenowego).  Na uwagę zasługuje również duża ilość kwasów omega-6 (10,5 g na 100 g). Migdały są wartościowym źródłem mikro i makroelementów.

## Sztuka kulinarna
W kuchni znajdują zastosowanie głównie migdały słodkie. Nadają się zarówno do bezpośredniego spożycia, jak i na przetwory. Przed użyciem należy z nich obrać skórkę. Mogą być używane w całości, bądź pokruszone. Zalecane są do spożycia na surowo – po obróbce termicznej zachowują swój smak i kaloryczność, ale tracą witaminy. Nadają się jako dodatek do ciast, wytwarza się z nich marcepan używany m.in. do dekoracji tortów, pochodzący z Francji napój zwany orszadą oraz włoski napój alkoholowy amaretto. W Danii sporządza się z migdałów mandelgave, z którym to deserem związana jest tradycja „migdałowego podarunku”.

## Kosmetyka
- Zawarta w migdałach witamina E jest skutecznym środkiem przeciwzmarszczkowym, ujędrnia skórę i zwiększa jej elastyczność. Z tego też powodu migdały są dodawane do balsamów, kremów oraz mleczek do twarzy i ciała[4].

- Z migdałów uzyskuje się przez tłoczenie na zimno olejek migdałowy, który zawiera kwas oleinowy i kwas linolowy. Zmiękcza naskórek i tworzy na skórze lipidową warstwę ochronną. Używany jest do pielęgnacji włosów, skóry i paznokci. U kobiet w ciąży zapobiega rozstępom skóry na brzuchu. Może być używany jako balsam do kąpieli, lub wmasowany w ciało zaraz po kąpieli. Nadaje się również do pielęgnacji skóry niemowląt[4].

## Produkcja
Światowa produkcja migdałów w 2010 r. wyniosła ok. 2 miliony ton. Najwięksi producenci w 2010 to:

- USA – 1410 tys. ton.
- Hiszpania – 220 tys. ton
- Iran – 160 tys. ton
- Włochy – 110 tys. ton
- Maroko – 100 tys. ton
- Syria – 73 tys. ton
- Afganistan – 56 tys. ton
- Turcja – 55 tys. ton
- Tunezja – 52 tys. ton
- Algieria – 39 tys. ton

Największym producentem jest USA. Uprawa migdałowca skupia się tutaj w stanie Kalifornia.